# Filippo Carlà-Uhink
Filippo Carlà-Uhink (* 17. November 1980 in Florenz) ist ein italienischer Althistoriker.

## Leben
Von 1998 bis 2003 studierte Carlà-Uhink Altertumswissenschaften an der Universität Turin. Nach der Promotion 2007 im Fach Alte Geschichte an der Universität Udine bei Arnaldo Marcone, mit einer Untersuchung zur römischen Goldwährung in der Spätantike, lehrte er 2008 römische Geschichte im Masterstudiengang Esperto di cultura regionale (Piemonte) per la formazione degli insegnanti der Universität Turin und der Universität Vitória. Von 2009 bis 2010 war er wissenschaftlicher Mitarbeiter von Christian Witschel am Seminar für Alte Geschichte und Epigraphik der Universität Heidelberg. Von 2010 bis 2014 war er Juniorprofessor für Kulturgeschichte der Antike an der Universität Mainz. 2013 unterrichtete er als Gastprofessor für Alte Geschichte an der Universität Nowosibirsk.
Von 2013 bis 2014 vertrat er Christian Witschel in Heidelberg, und von 2014 bis 2017 war Carlà-Uhink Lecturer in Classics and Ancient History an der University of Exeter. Nach der Habilitation 2016 im Fach Alte Geschichte an der TU Dresden, mit einer Untersuchung zur Integration Italiens zur Zeit der Römischen Republik, war er von 2017 bis 2018 Akademischer Rat an der PH Heidelberg. 2018 vertrat er eine Professur für Alte Geschichte an der Universität Tübingen, und seit Oktober 2018 lehrt er in Nachfolge von Pedro Barceló als Professor für Geschichte des Altertums an der Universität Potsdam. Er besitzt neben der italienischen auch die deutsche Staatsbürgerschaft.
Carlà-Uhinks Forschungs- und Interessenschwerpunkte sind Geldgeschichte und Numismatik, die Kulturgeschichte der Antike sowie die Wirtschafts- und Sozialgeschichte der Spätantike, zudem die Antikenrezeption, insbesondere in der modernen Pop-Kultur.

## Schriften (Auswahl)

### Monographien
- L’oro nella tarda antichità: aspetti economici e sociali (= Collana del Dipartimento di Storia dell’Università di Torino). Zamorani, Torino 2009, ISBN 978-88-7158-164-4 (zugleich: Dissertation, Udine 2007).
- The “Birth” of Italy. The Institutionalization of Italy as a Region, 3rd–1st Century BCE (= Klio Beihefte. Neue Folge. Band 28). De Gruyter, Berlin 2017, ISBN 3-11-054287-0 (zugleich: Habilitationsschrift, Dresden 2016).
- Diocleziano. Il Mulino, Bologna 2019, ISBN 978-88-15-28311-5.
- Representations of Classical Greece in Theme Parks, Bloomsbury, London et al. 2020, ISBN 978-1-350-19447-2.

### Als Herausgeber
- mit Maria G. Castello: Questioni tardoantiche. Storia e mito della “svolta costantiniana” (= Aracne. Band 659). Aracne, Roma 2010, ISBN 88-548-3524-2.
- mit Arnaldo Marcone: Economia e finanza a Roma (= Itinerari. Storia). Il Mulino, Bologna 2011, ISBN 978-88-15-14678-6.
- Caesar, Attila und Co. Comics und die Antike. von Zabern, Darmstadt 2014, ISBN 3-8053-4757-X.
- mit Maja Gori: Gift Giving and the ‘Embedded’ Economy in the Ancient World. Winter, Heidelberg 2014, ISBN 978-3-8253-6331-4.
- mit Irene Berti: Ancient Magic and the Supernatural in the Modern Visual and Performing Arts. Bloomsbury, London/New York 2015, ISBN 1-47252-783-6.
- mit Domitilla Campanile und Margherita Facella: TransAntiquity. Cross-Dressing and Transgender Dynamics in the Ancient World. Routledge, London/New York 2017, ISBN 978-1-138-94120-5.
- mit Florian Freitag, Ariane Schwarz und Sabrina Mittermeier: Time and Temporality in Theme Parks. Wehrhahn, Hannover 2017, ISBN 3-86525-548-5.
- mit Christian Rollinger: The Tetrarchy as Ideology. Reconfigurations and Representations of an Imperial Power (= HABES. Band 64). Franz Steiner Verlag, Stuttgart 2023, ISBN 978-3-515-13400-2.